# Болджер, Джим
Джеймс Бре́ндан Бо́лджер (англ. James Brendan Bolger; род. 31 мая 1935, Опунаке, Таранаки, Новая Зеландия), известный как Джим Болджер (Jim Bolger) — 35-й премьер-министр Новой Зеландии в 1990—1997 годах. Болджер был избран с обещанием создать «славное общество», после экономических реформ предыдущего лейбористского правительства известных как «роджерномика». Вскоре после его прихода к власти правительство было вынуждено спасать Банк Новой Зеландии и в результате нарушить многие из своих предвыборных обещаний. Также его правление отмечено введением смешанной избирательной системы в 1996 году. Кавалер ордена Новой Зеландии.

## Ранняя жизнь
Джим Болджер родился 31 мая 1935 года в Опунаке (Таранаки) и был одним из пятерых детей в семье иммигрантов из Ирландии. В 15 лет он оставил школу, чтобы работать на семейной ферме.
В 1963 году он женился на Джоан Ридделл, а спустя два года супруги завели собственную ферму по разведению коров и овец, в Те Куити. С этого времени Болджер начал участвовать в местной фермерской политике. В конце 1960-х годов будущий министр финансов Роберт Малдун пригласил Болджера сопровождать его в поездке, чтобы узнать о проблемах фермеров этого региона. Путешествуя по региону, Болджер усвоил стиль политической борьбы Малдуна.

## Член парламента
С 1972 года Болджер занялся политикой, став членом парламента от Национальной партии Новой Зеландии. Он представлял округ Кинг Кантри, переименованный в 1996 году в Таранаки-Кинг Кантри, вплоть до своей отставки в 1998 году. В 1975 году он вошёл в правительство, возглавляемое Робертом Малдуном, став первым в Новой Зеландии министром рыболовства и помощником министра сельского хозяйства (1977), а затем — после выборов 1978 года — министром труда.
После поражения Национальной партии на всеобщих выборах в 1984 году заместителю лидера партии Джиму МакЛэю при поддержке Болджера удалость сместить Роберта Малдуна с поста лидера партии. МакЛэй возглавил партию, а Болджер стал его заместителем, но в 1986 году Болджер сам занял место лидера Национальной партии, сместив в свою очередь МакЛэя. После неудачных выборов 1987 года националисты во главе с Болджером добились победы с большим перевесом на выборах 1990 года, и Болджер стал премьер-министром.

## Премьер-министр
Спустя 3 дня после принесения присяги правительство Болджера было вынуждено спасать Банк Новой Зеландии, ставший затем крупнейшим банком в стране. Общая сумма помощи составила 380 млн долларов, из-за чего правительство вынуждено было занять 740 млн долларов.
Это оказало немедленное влияние на действия Болджера во главе правительства, так его первый бюджет, прозванный «мать всех бюджетов» был принят с трудом.

### Экономическая политика
Вначале правительство Болджера продолжало экономические и социальные реформы предыдущего лейбористского правительства, наряду с введенными министром финансов Рут Ричардсон резким сокращением общественных расходов, названным «рутоназия», в частности, на здравоохранение и социальное обеспечение. Первый бюджет прямо нарушал предвыборное обещание отменить добавочный налог на пенсионные взносы.
С приближением всеобщих выборов 1993 года, Болджер отправил Ричардсон в отставку и заменил её более умеренным Биллом Бирчем. За время работы Бирча расходы на основные социальные сферы, такие как здравоохранение и образование возросли.
Также правительство Болджера приняло Акт о налоговой ответственности 1994 года.
Его правительство ввело в действие Строительный Акт 1991 года, который многими считается одним из решающих факторов, вызвавших продолжительный кризис недвижимости в 1990-е годы.

### Внешняя политика
Правительство Болджера продолжало антиядерную политику предыдущего лейбористского правительства.

### Реформа избирательной системы
Несмотря на оппозицию собственной партии, Болджер организовал референдум по вопросу об изменении заимствованной из Великобритании системы избирательного права «простого большинства» на пропорциональное представительство. В 1992 году новозеландцы проголосовали за введение смешанной избирательной системы. Это было подтверждено референдумом и всеобщими выборами 1993 года, на которых Национальная партия одержала победу. Первоначально Болджер предлагал вернуть двухпалатную систему с выборным сенатом, но это предложение было отклонено в пользу избирательной реформы.

### Республиканизм
В 1994 году Болджер неожиданно заявил, что Новая Зеландия должна стать республикой, вслед за австралийским премьер-министром Полом Китингом. Болджер отрицал, что его взгляды связаны с ирландским происхождением. Трое министров правительства (Джон Картер, Джон Бэнкс и Саймон Аптон) публично дезавуировали призывы Болджера к республике, а республиканский строй поддерживала лишь треть населения. Предложение отменить статус Тайного Совета Великобритании, как верховной апелляционной инстанции страны, также не получили поддержки населения, тем не менее 5-е лейбористское правительство отменило право на апелляцию в 2003 году. Также правительство Болджера в 1996 году прекратило присвоение британских наград, введя собственную новозеландскую наградную систему. На конференции, посвященной времени его правления в 2007 году, вновь призвал обратиться к королеве Великобритании с тем, чтобы Новая Зеландия стала республикой: «Я неоднократно говорил Её Величеству во время своих визитов, о том что в какой-то момент Новая Зеландия выберет собственного главу государства, мы обсуждали эту проблему самым тщательным образом, и она не была ни удивлена ни встревожена, и не приказала отсечь мне голову».

### Смешанная избирательная система
В 1996 году в Новой Зеландии были проведены первые выборы по новой избирательной системе и Болджер приступил к исполнению обязанностей премьер-министра до создания коалиции парламентского большинства. И Болджер и лидер лейбористов Хелен Кларк искали поддержки в новом парламенте от партии Новая Зеландия прежде всего. Её лидер Уинстон Питерс, вышел из Национальной партии, чтобы создать собственную и выступал против многих рыночных реформ проводимых Национальной и Лейбористскими партиями. В декабре была сформирована коалиция Национальной партии и партии Новая Зеландия прежде всего, а Питерс был назначен на специально созданный пост казначея (стоявший выше существующего поста министра финансов, на который был назначен представитель Национальной партии Билл Бирч).

### Уступки по договору Вайтанги
Правительство Болджера удовлетворило три главные претензии по договору Вайтанги. В основном во время работы министра юстиции и переговоров по договору сэра Дугласа Грэхэма, были достигнуты уступки по Нгаи Таху, Уаикато-Тайнуи и по рыболовству. Однако, создание правительством Болджера так называемого «бюджетного конверта» в 1 млрд долларов для всех претензий и соглашений — максимальный лимит по общей сумме выплат компенсаций стало непопулярным среди маори.

### Отставка
Растущая оппозиция осторожному курсу Болджера привела к верхушечному перевороту во главе с министром транспорта Дженни Шипли в 1997 году. После возвращения из зарубежной поездки Болджер обнаружил, что лишился поддержки руководства партии, чтобы занимать пост её лидера и премьер-министра. 8 декабря он подал в отставку и его сменила на посту Дженни Шипли, став первой женщиной во главе правительства Новой Зеландии. Болджер стал одним из министров в правительстве премьер-министра Шипли.

## Жизнь после ухода из политики
В 1997 году Джеймсу Брендану Болджеру было присвоено звание кавалера ордена Новой Зеландии.
В 1998 году Болджер оставил своё место в парламенте в связи с дополнительными выборами в округе Таранаки-Кинг Кантри и был назначен послом в США. По возвращении в Новую Зеландию в 2001 году он был назначен Председателем государственного предприятия Почта Новой Зеландии и входящего в его состав государственного банка Kiwibank. Он также возглавлял компании Express Couriers Ltd, Trustees Executors Ltd, Gas Company Ltd и наблюдательный совет Всемирного сельскохозяйственного форума в Сент-Луисе, США, Совет США — Новая Зеландия, и совет директоров фонда Ian Axford Fellowships in Public Policy.
1 июля 2008 года, спустя почти 15 лет после того как правительство Болджера продало государственную железнодорожную компанию New Zealand Rail Limited, лейбористское правительство выкупило её обратно. Председателем выкупленной компании, которая была переименована в KiwiRail, министр финансов Майкл Каллен назначил Джима Болджера, за что подвергся резкой критике со стороны лидера партии New Zealand First Уинстона Питерса.
Ряд комментаторов также усмотрели иронию в таком назначении.
Каллен объяснил своё решение тем, что хотел бы видеть сильную фигуру у руля KiwiRail, а сам Болджер, признавая свою причастность к приватизации компании в 1993 году, заметил, что его «жизнь полна иронии» и «мир изменился».
14 февраля 2007 года Болджер был избран канцлером Университета Уаикато, сменив на этом посту Джона Джекмана.

## Личная жизнь
Джим Болджер и его жена Джоан — католики, у них девять детей. Болджер выступает против абортов. Он является членом Collegium International.